# Heterobostrychus unicornis
Heterobostrychus unicornis är en skalbaggsart som först beskrevs av Waterhouse 1879.  Heterobostrychus unicornis ingår i släktet Heterobostrychus och familjen kapuschongbaggar. Inga underarter finns listade i Catalogue of Life.